# Mijagavacsó gésanegyed

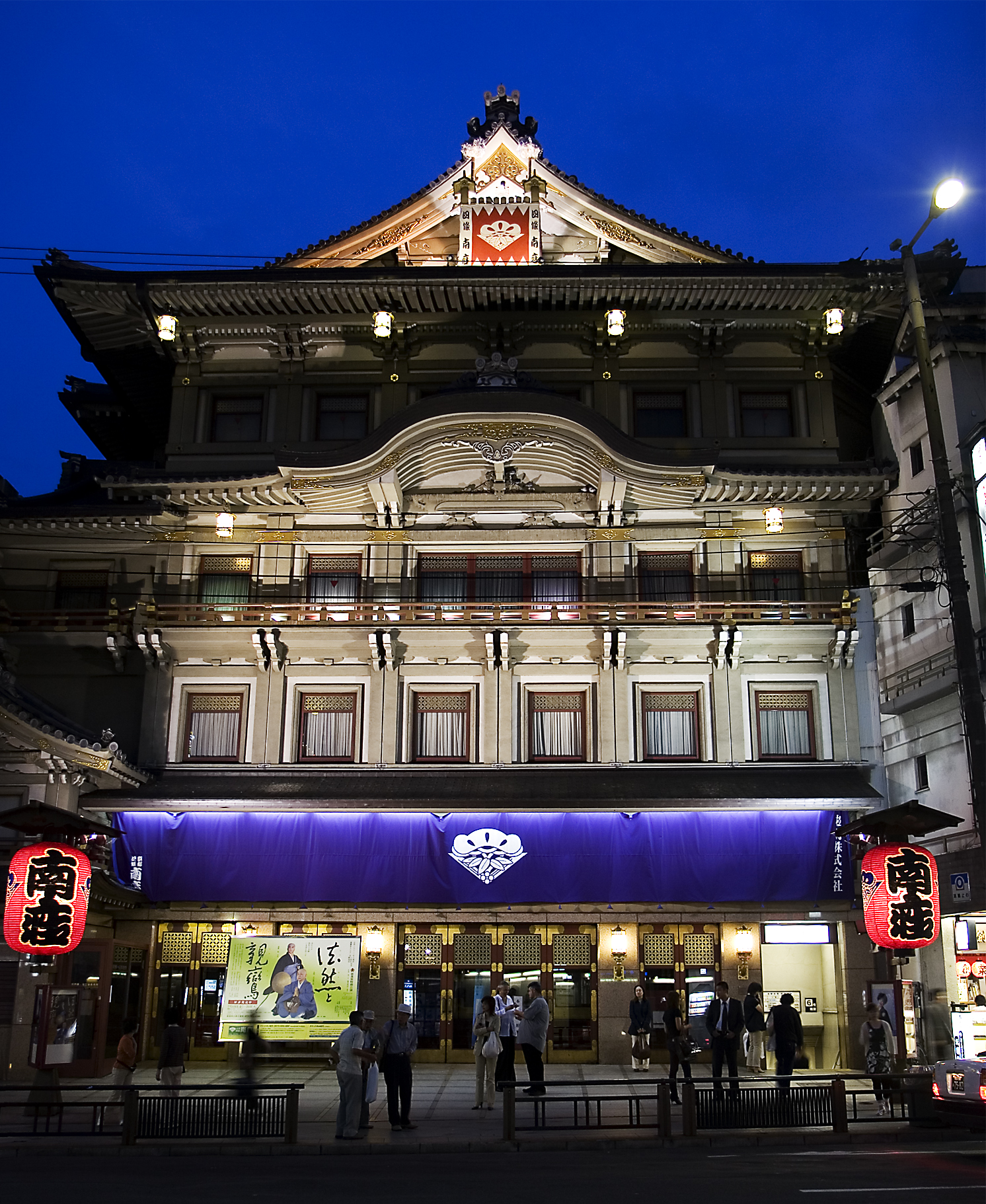
A Minami-za Kabuki Színház Kiotóban

Mijagava városrész (宮川町, nyugaton Miyagawachō) egyike a kiotói gésanegyedeknek.

## Története
Nevének tagjai (mija ’szentély’ + gava ’folyó’) utalnak a Kamo-folyóra, aminek ez a beceneve, és aminek a megszentelt vizével a gion macuri alkalmával körbehordozott szentélyt is letisztítják.
Mijagavacsóban kicsi, egymástól különálló kabuki színházak voltak találhatók a Kamo folyó mentén. Néhány teaházhoz kis csónakokon szállították a vendégeket és a meghívott geikókat, maikókat. A kabuki stílus akkor vetette meg a lábát a negyedben, mikor az már egyre szélesebb körökben lett ismert, így területe hamarosan megnövekedett; több teaház is épült. Magának a kabuki stílusnak már külön színháza van a negyedben, a Minami-za Kabuki Színház, a Kamo folyó keleti partjának mentén. Ez a színház a negyed saját színháza, ahol geikók és maikók évente előadják táncműsorukat, a Kjo odorit április 1-jétől 3-ig.

## Jelkép
A negyed címere – a 3 egymásba kapcsolódó kör – utal a szentélyek és templomok, a teaházak és a városlakók egységére.

## Fordítás
- Ez a szócikk részben vagy egészben  a   Miyagawachō című angol Wikipédia-szócikk fordításán alapul.  Az eredeti cikk szerkesztőit annak laptörténete sorolja fel. Ez a jelzés csupán a megfogalmazás eredetét és a szerzői jogokat jelzi, nem szolgál a cikkben szereplő információk forrásmegjelöléseként.

## Külső hivatkozások
- Képek a negyedről